# Heilig Hartbeeld (Strijp)
Het Heilig Hartbeeld is een standbeeld in de Nederlandse plaats Strijp, nu een wijk van Eindhoven.

## Achtergrond
Het Heilig Hartbeeld, bij de Sint-Trudokerk, werd geplaatst in het kader van het zilveren jubileum van pastoor F.J.A. Werners als priester. Het werd door de Belgische beeldhouwer Aloïs De Beule gemaakt naar een ontwerp van de kunstschilder Dorus Hermsen.

## Beschrijving
De beeldengroep bestaat uit een Christusfiguur, met nimbus, die zegenend zijn handen houdt boven twee knielende figuren: rechts van hem een vrouw met kind en links van hem een man met een hamer en tandwiel. Op de sokkel zijn twee plaquettes met spreuken aangebracht.